# Yoshida Takako
Yoshida Takako (japanisch 吉田 隆子; geboren am 12. Februar 1910 im heutigen Bezirk Meguro, damals im Kreis Ebara von Tokio, Japan; gestorben am 14. März 1956 in Tokio) war eine japanische Komponistin, Autorin und Aktivistin.

## Leben
Yoshida, Tochter eines Armeeoffiziers, wuchs in Tokio auf. Mit vier Jahren begann sie, Koto zu spielen, mit zwölf Klavier. Mit 19 Jahren nahm sie privaten Unterricht im Fach Komposition bei Hashimoto Kunihiko, studierte Harmonielehre bei Tamura Hirosada (1883–1934), Klavier bei Paul Rosenstand (1891–1939) und Französisch im Athenée Français. Gleichzeitig fing sie an, Bühnenmusiken für das 1929 gegründete Puppentheater Puk in Tokio zu schreiben. Ab 1931 nahm sie Kompositionsunterricht bei Sugahara Meirō (1897–1988). Es folgten ihre ersten Erfolge als Komponistin und Journalistin: 1931 wurde ihr Klavierstück Canone in einer Zeitschrift veröffentlicht, im Jahr darauf ihr Aufsatz Essay about Music Journalism, der einen Preis gewann. Sie forderte darin eine neue, innovative japanische Musik der Moderne, die sich weder in der Kopie der westlichen Klassik noch im Nationalismus ihres Landes erschöpfen solle.
Yoshida wurde 1932 Mitglied der Proletarian Music League (englisch für den „proletarischen Musikbund“, プロレタリア音楽同盟 puroretaria ongaku dōmei), wo sie mit dem Dramatiker Kubo Sakae zusammenarbeitete. Mit dieser Gruppe gestaltete sie Konzerte mit revolutionären Liedern, darunter auch ihr Lied Kuwa, und brachte vier Langspielplatten teils auch mit eigenen Kompositionen heraus. Sie setzte sich als Autorin und Publizistin in weiteren zahlreichen Aufsätzen auch für Frauenrechte und Pazifismus ein. 1935 gründete sie ihr eigenes Orchester, das sie in Nationen übergreifender Esperanto-Sprache Kreo Muziko nannte. Mit ihr als künstlerischer Leiterin und Dirigentin gab das Ensemble bis 1939 einige Konzerte u. a. im Tsukiji Little Theatre mit Werken japanischer und westlicher Komponisten von Clément Janequin bis Béla Bartók und Dmitri Schostakowitsch.
In den Jahren 1935 bis 1940, als in Japan zunehmend imperialistische und ultranationale Gruppierungen an die Macht kamen, weigerte sich Yoshida, Kompositionen mit militaristischen Titeln und Inhalten zu schreiben, wie dies von der Regierung verlangt wurde. In dieser Zeit wurde sie viermal inhaftiert, nach einem letzten, sechsmonatigen Gefängnisaufenthalt 1940, bei dem ihre chronische Peritonitis wieder ausbrach, wurde sie nur dank der Hilfe ihres ehemaligen Lehrers Sugahara freigelassen. Auch nach der Kapitulation Japans 1945 gab es 1949/1950 Säuberungsaktionen innerhalb der Rundfunkgesellschaft NHK, die ihre Person und ihr Werk betrafen. Dennoch blieb Yoshida als Komponistin und Autorin aktiv und vertonte u. a. feministische und Antikriegs-Texte von Dichterinnen wie Yosano Akiko und Ōtsuka Kusuoko (1875–1910).
In ihrer Lebenshaltung verkörperte sie das Role Model des japanischen Modern Girl (modan gāru).

## Schaffen
Yoshidas Schaffen umfasste Bühnenmusik für Puppentheater, Tanz und Schauspiel, u. a. für Bearbeitungen von Stoffen wie Die Abenteuer des braven Soldaten Schwejk und Goethes Faust. Ferner schrieb sie zahlreiche Lieder, Chormusik und Instrumentalmusik, darunter eine dreisätzige Violinsonate (1952).
Am bekanntesten wurde ihr Klavierstück Canone. Sie selbst ordnete es stilistisch im Gefolge des italienischen Neoklassizismus ein, in der Distanz zur deutschen Romantik finden sich auch deutliche Einflüsse der französischen Gruppe Les Six, besonders von Erik Satie.
Als Komponistin blieb sie innerhalb der westlichen Musik in Japan (yōgaku) der Moderne verpflichtet und vermied die von ihr kritisierte Japanese-ness (Nihonteki narumono), verwendete dennoch gelegentlich traditionelle japanische Melodien.
Als Autorin verfasste sie zwischen 1931 und 1954 rund 50 Aufsätze. Die Aufgabe einer Komponistin, so Yoshida, sei es, „den Schmerz, die Wut, die Freude und die Traurigkeit von Frauen darzustellen, die in der kurzen Geschichte der westlichen Musik in Japan trotz ihrer Fähigkeiten vernachlässigt und unterdrückt wurden“. 1949 erschien ein Sammelband mit ihren Essays unter dem Titel Search for Music.